# Mount Kaye
Mount Kaye är ett berg i Australien. Det ligger i regionen East Gippsland och delstaten Victoria, omkring 380 kilometer öster om delstatshuvudstaden Melbourne. Toppen på Mount Kaye är 998 meter över havet, eller 541 meter över den omgivande terrängen. Bredden vid basen är 15,0 km.
Trakten runt Mount Kaye är nära nog obefolkad, med mindre än två invånare per kvadratkilometer.. 
I omgivningarna runt Mount Kaye växer i huvudsak städsegrön lövskog. Genomsnittlig årsnederbörd är 1 277 millimeter. Den regnigaste månaden är juni, med i genomsnitt 238 mm nederbörd, och den torraste är juli, med 58 mm nederbörd.